# Tossal de les Àligues (Cabó)
El Tossal de les Àligues és una muntanya de 1.641 metres del municipi de Cabó, a la comarca de l'Alt Urgell.